# Суд над Джозефом Хоу по делу о клевете
Судебный процесс по делу Джозефа Хоу о клевете — судебное дело, рассмотренное 2 марта 1835 года, в котором редактор газеты Джозеф Хоу был обвинён в подстрекательской клевете гражданскими политиками в Новой Шотландии. Победа Хоу в суде в то время считалась монументальной. В первом номере Novascotian после оправдательного приговора Хоу заявил, что «пресса Новой Шотландии свободна». Ученый Джон Ралстон Сол, утверждал, что победа Хоу в деле о клевете заложила фундаментальную основу для свободы прессы в Канаде. Историк Барри Кэхилл пишет, что судебный процесс имел важное значение в истории колониального права, так как он представлял собой затянувшееся повторение дела Зенгера (1734).

## Предыстория
В 1834 году Хоу начал привлекать к себе внимание правительства благодаря своим сильным независимым взглядам в своих передовицах в Novascotian. В итоге Хоу достиг критической точки и в конце 1834 года написал в Novascotian, что собирается начать кампанию в интересах разоблачения неправомерных действий правительства. 1 января 1835 года в Novascotian была опубликована заключительная часть этой кампании — письмо, подписанное как «The People» (рус. Люди).
В этом письме магистраты обвинялись в «предосудительной безответственности, некомпетентности и своекорыстии при выполнении своих обязанностей». В частности, в письме Джозеф Хоу обвинил политиков и полицию Галифакса в присвоении 30 000 фунтов стерлингов за тридцатилетний период. Из-за публикации письма Хоу был привлечен к суду за подстрекательскую клевету, обвиняясь в «подстрекательстве к мятежу, разработке и намерении разжечь недовольство и подстрекательство к мятежу среди подданных Его Величества». Преступление подстрекательства к мятежу было определено только за 200 лет до суда над Хоу и рассматривалось многими как несправедливое преступление, так как оно могло быть настолько широким или конкретным, насколько это было выбрано судом".

## Суд
Судебный процесс проходил в современной библиотеке Провинциального дома (Новая Шотландия), а судьей по делу был Брентон Халлибертон. Хоу представлял себя на суде, поскольку ни один адвокат не стал бы его защищать. Хоу использовал в качестве основы своих аргументов Закон о клевете 1792 года. Он выступал в течение шести с четвертью часов, обращаясь к присяжным, приводя примеры коррупции среди гражданского населения. Он красноречиво говорил о важности свободы прессы, призывая присяжных заседателей «оставить свободную прессу в наследство своим детям». Несмотря на то, что судья дал указание присяжным признать Хоу виновным, присяжным потребовалось всего десять минут, чтобы оправдать его.

## Культура
В 1961 году Национальный совет по кинематографии Канады выпустил короткометражный фильм, длительностью в 28 минут, о судебном процессе под названием «Джозеф Хоу: Трибуна Новой Шотландии».

### Цитируемые источники
- Cahill, Barry. R. v. Howe (1835) for Seditious Libel: A Tale of Twelve Magistrates // Canadian State Trials: Law, Politics and Security Measures, 1608-1837. — University of Toronto, November 1996. — P. 547–575. — ISBN 978-0802009135.
- Beck, J. Murray (1974). "A Fool for a Client": The Trial of Joseph Howe. 3 (2): 27–44. Дата обращения: 16 сентября 2014. {{cite journal}}: Cite journal требует |journal= (справка)
- Campbell, Lyndsay M. (2006). Licence to Publish: Joseph Howe's Contribution to Libel Law in Nova Scotia. Dalhousie Law Journal. 29 (79): 79–116.
- Chisholm, Joseph Andrew. The Speeches and Public Letters of Joseph Howe (Based upon Mr. Annand's Edition of 1858). — The Chronicle Publishing Company Ltd., 1909.
- Kesterton, W.H. A History of Journalism in Canada. — McClelland and Stewart Limited, 1967. — P. 21–23. — ISBN 978-0-7705-1818-9.
- Rosner, Cecil (Feb-Mar 2005). Free Speech and Joseph Howe. 85. The Beaver: 11–12. {{cite journal}}: Cite journal требует |journal= (справка)Википедия:Обслуживание CS1 (формат даты) (ссылка)
- Saul, John Ralston. Joseph Howe & The Battle for Freedom of Speech. — Gaspereau Press, 3 April 2006. — ISBN 978-1-55447-018-1.